# Alika (bande dessinée)
Pour les articles homonymes, voir Alika.
Alika (sous-titrée « il thrilling dello spazio », « le thriller de l'espace ») est une série italienne de bande dessinée de science-fiction créée par le dessinateur Giorgio Gich et les scénaristes Alessandro Pascaloni et Anna Taruffi et publiée en vingt fascicules entre juillet 1965 et juillet 1967 par Cofedit. Angelo Todaro (it) (sous le nom Paul Bennet) et Umberto Sammarini (sous le nom U. Sam) en ont également dessiné plusieurs épisodes.
Alika est une jolie extra-terrestre humanoïde issue de la planète Absurd qui va de planète en planète pour régler divers problèmes, le plus souvent légèrement vêtue. D'abord très inspirée graphiquement par Barbarella du Français Jean-Claude Forest (et donc par Brigitte Bardot), Alika prend progressivement les traits de l'actrice suédoise Anita Ekberg.
Les auteurs profitent de cette série pour parodier et critiquer la société italienne contemporaine, en particulier les mondes de la politique et de spectacle.

## Liste de épisodes[2]
1. Il pianeta giallo
2. La donna che venne dal futuro
3. La pioggia dei mostri
4. Sole perduto
5. Il canto dell'Infinito
6. La civiltà della notte
7. Orizzonte invisibile
8. La teoria del nulla
9. Sangue fra le stelle
10. I misteri dello spazio
11. I Marziani alla prima crociata
12. Il cavaliere mascherato
13. Quo vadis?
14. Aiuto! I Beatles
15. Don Abbondio a Sanremo
16. Alika alla corte di Re Artù
17. Sexquestri spaziali
18. Segretissimo dallo spazio
19. Absur scende all'«Inferno»
20. Minifoglie nel mondo di Neanderthal